# La Belle Étoile (album)
 (mars 2020).
Pour les articles homonymes, voir La Belle Étoile.
Albums de Babylon Circus
Dances of Resistance
(2004) Never Stop
(2013)
La Belle Étoile est un album de Babylon Circus, un groupe de ska reggae rock, sorti en 2009.

## Liste des titres
| 1.    | Des fois                                            | 4:03 |
| 2.    | Marions-nous au soleil (avec Karina Zeniani)        | 3:20 |
| 3.    | L'Envol (co-composée par R.wan)                     | 3:04 |
| 4.    | Sur la tête                                         | 4:04 |
| 5.    | La Cigarette                                        | 3:42 |
| 6.    | Perdu                                               | 3:11 |
| 7.    | Valsamourette                                       | 0:51 |
| 8.    | Nina                                                | 3:21 |
| 9.    | Le Fils caché du pape (composée par Mickaël Furnon) | 2:58 |
| 10.   | Sista                                               | 3:21 |
| 11.   | Une minute                                          | 3:15 |
| 12.   | Ici                                                 | 3:42 |
| 38:52 |                                                     |      |

## Invités
- Karina Zeniani : chant sur Marions nous au soleil
- Jérôme Dirat : réalisation musicale
- R-Wan (du groupe Java) et Mickaël Furnon (Mickey 3D) pour des textes ou musiques